# First Mission
Pour les articles homonymes, voir First Mission (nl) pour le film néerlandais (2010).
Pour plus de détails, voir Fiche technique et Distribution.
First Mission (龍的心, Long de xin) est un film hongkongais réalisé par Sammo Hung et Fruit Chan, sorti en 1985.

## Synopsis
Ted est un inspecteur de police qui rêve de devenir marin, mais il doit s'occuper de son frère handicapé mental, Danny. Ted s’opposera à un groupe de gangsters qui ont accidentellement impliqué son frère dans une affaire de vol de bijoux…

## Fiche technique
- Titre : First Mission
- Titre original : 龍的心 (Long de xin)
- Titre anglais : Heart of Dragon
- Réalisation : Sammo Hung, Fruit Chan
- Scénario : Barry Wong
- Photographie : Arthur Wong
- Montage : Peter Cheung
- Production : Chua Lam
- Société de production : Bo Ho Film Company Ltd, Golden Harvest
- Pays de production :  Hong Kong
- Genre : Film policier, action, drame
- Durée : 98 minutes
- Dates de sortie :
  - Hong Kong : 16 octobre 1985
  - France : 5 avril 1992 en VHS

## Distribution
- Jackie Chan : Ted / Tat Fung
- Sammo Hung : Danny / Dodo Fung
- Emily Chu : Jenny
- Mang Hoi : Yan
- Melvin Wong : Inspecteur Wong
- Lam Ching-ying : Le Commandant de la team SWAT
- Peter Chan : Membre de l'équipe SWAT
- Chin Kar-lok : Membre de l'équipe SWAT
- Yuen Wah : Membre de l'équipe SWAT
- Corey Yuen : Membre de l'équipe SWAT
- Anthony Chan : Le professeur de Danny
- James Tien : M. Kim
- Wu Ma : Le propriétaire de la brasserie
- Tai Po : Kenny / Keung
- Dick Wei

## Récompenses
- Prix de la meilleure B.O du film (Man Yee Lam), lors du Hong Kong Film Awards 1986.
- Nomination au prix du meilleur réalisateur (Sammo Hung), meilleur acteur (Jackie Chan) et meilleures chorégraphies d'actions, lors des Hong Kong Film Awards 1986.